# Total Petrochemicals
Total Petrochemicals est l'entreprise qui est la branche spécialisée dans la chimie du groupe français Total. Elle est dirigée par Philippe Gœbel depuis 2008.
Celle-ci regroupe les produits de la pétrochimie de base et les polymères de grande consommation qui en résultent (polyéthylène, polypropylène et polystyrène), couvrant ainsi de nombreux marchés domestiques et industriels. Total Petrochemicals est implanté en Europe, aux États-Unis, au Moyen-Orient et en Asie.
En France, Total Petrochemicals est présente au travers de ses usines de Carling Saint-Avold (Moselle), de Gonfreville-l'Orcher (Seine-Maritime) et de Notre-Dame-de-Gravenchon (Seine-Maritime), d'unités de fabrication situées à Feyzin (Rhône) et à Lavéra (Bouches-du-Rhône), d'un pôle technique à Lyon, d'un centre de R&D à Mont/Lacq (Pyrénées-Atlantiques), d'un siège basé près de Paris ainsi qu'un réseau commercial basé à Paris et à Lyon.
En 2006, toutes les activités françaises sont regroupées au sein de la société Total Petrochemicals France qui compte un effectif de près de 2 000 collaborateurs. En 2005, elle comptait 2 300 collaborateurs.